# Großsteingräber bei Heiligenfelde
Die Großsteingräber bei Heiligenfelde waren zwei mögliche megalithische Grabanlagen der jungsteinzeitlichen Tiefstichkeramikkultur bei Heiligenfelde, einem Ortsteil der Gemeinde Altmärkische Höhe im Landkreis Stendal, Sachsen-Anhalt. Beide wurden wohl spätestens im 19. Jahrhundert zerstört. Beschreibungen zu den Anlagen liegen nicht vor, ihre mögliche Existenz ist nur durch die Bezeichnungen „Steinberg“ und „Silberberg“ auf einem historischen Messtischblatt belegt.